# Myrosma
Myrosma es un género con cinco especies de plantas herbáceas perteneciente a la familia Marantaceae.  Es originario de América tropical.

## Especies
- Myrosma boliviana Loes., Notizbl. Königl. Bot. Gart. Berlin 6: 270 (1915).
- Myrosma cannifolia L.f., Suppl. Pl.: 80 (1782).
- Myrosma cuyabensis (Körn.) K.Schum. in H.G.A.Engler (ed.), Pflanzenr., IV, 48: 142 (1902).
- Myrosma membranacea (Petersen) K.Schum. in H.G.A.Engler (ed.), Pflanzenr., IV, 48: 144 (1902).
- Myrosma tenuifolia (Petersen) K.Schum. in H.G.A.Engler (ed.), Pflanzenr., IV, 48: 144 (1902).